# SSU Politehnica Timișoara
SSU Politehnica Timișoara is een Roemeense voetbalclub uit de stad Timișoara.

## Geschiedenis
Na het faillissement van de traditieclub FC Politehnica Timișoara in 2012 zat de stad zonder grote voetbalclub. ACS Recaș, dat in 1917 opgericht werd en dat jaar voor het eerst promoveerde naar de Roemeense tweede klasse was bereid om naar de stad te verhuizen nam de naam ACS Poli Timișoara aan. Dit was echter zeer tegen de zin van de supporters en zij besloten zelf een club op te richten die zijzelf zien als de rechtmatige opvolger van de legendarische club onder de naam ASU Politehnica Timișoara.  
De club begon seizoen 2012/13 in de Liga V en promoveerde dat eerste jaar reeds naar de Liga IV. Het volgende seizoen werd de club tweede, maar slaagde er niet in te promoveren. Na een nieuwe titel in 2015 promoveerde de club naar de Liga III. Ook in 2016 kon de club promotie afdwingen. In het eerste seizoen kon de club de degradatie maar net vermijden, maar in 2018 eindigden ze al op de zevende plaats. In de zomer van 2021 veranderde de club het prefix ASU in SSU.

## Eindklasseringen
| 2 |

| 2 |

| 1 |

| 3 |

| 15 |

| 7 |

| 10 |

| 11 |

| 6 |

| 15 |

| 19 |

| 2 |

| Liga 1 | Liga 2 | Liga III | Liga IV | Liga V |